# Laothoe grisea-diluta
Laothoe grisea-diluta är en fjärilsart som beskrevs av Gillmer 1904. Laothoe grisea-diluta ingår i släktet Laothoe och familjen svärmare. Inga underarter finns listade i Catalogue of Life.